# Ruženina chata
Ruženina chata (v turistickém žargonu Ruža, Ruženka, Rózanka, polsky Schronisko Róży, německy Rosahütte, Rosa-Schutzhütte, Rosen-Hütte, maďarsky Róza-menház, Róza-menedékház) byla první chata postavená na Hrebienku ve Vysokých Tatrách. Zanikla v roce 1893.

## Historie
Uherský karpatský spolek měl snahu oživit okolí turisty často navštěvovaného Hrebienku. K výstavbě chaty neměl dostatek finančních prostředků. Přihlásili se mnozí dárci a investoři, mezi nimi budapešťská zpěvačka a klavíristka z obce Megyaszó pod jižním úpatím Zemplínských vrchů Ružena Graeflová, rozená Győrffyová, která pocházela ze Spiše. Uspořádala umělecké turné a výtěžek z něj věnovala na stavbu chaty. Díky jejímu příspěvku mohl Uherský karpatský spolek již 1. srpna 1875 dát turistům do užívání novou chatu. Byla postavena ze dřeva a měla několik místností.
Postavena byla Kancli pod Hrebienkom. Na počest štědré dárkyně dostala jméno Ruženina. Chata byla ozdobena dřevěným reliéfem růže, který byl nabarven na růžovo. Ružena Graeflová ale k chatě neměla příliš velký vztah a tak vzpomínka na její štědrost upadala do zapomnění. Turisté spojovali pojmenování chaty s růží, která byla na jejím průčelí. Proto nesla chata v maďarštině název Roza-menedékház a v němčině Rosen-Hütte. Po deseti letech blízko ní začaly vyrůstat nové objekty budoucích Studenopotockých lázní. Ruženina chata byla přeměněna na nouzovou ubytovnu pro personál, pak na sklad a nakonec na stáje. V roce 1893 vyhořela.

## Galerie

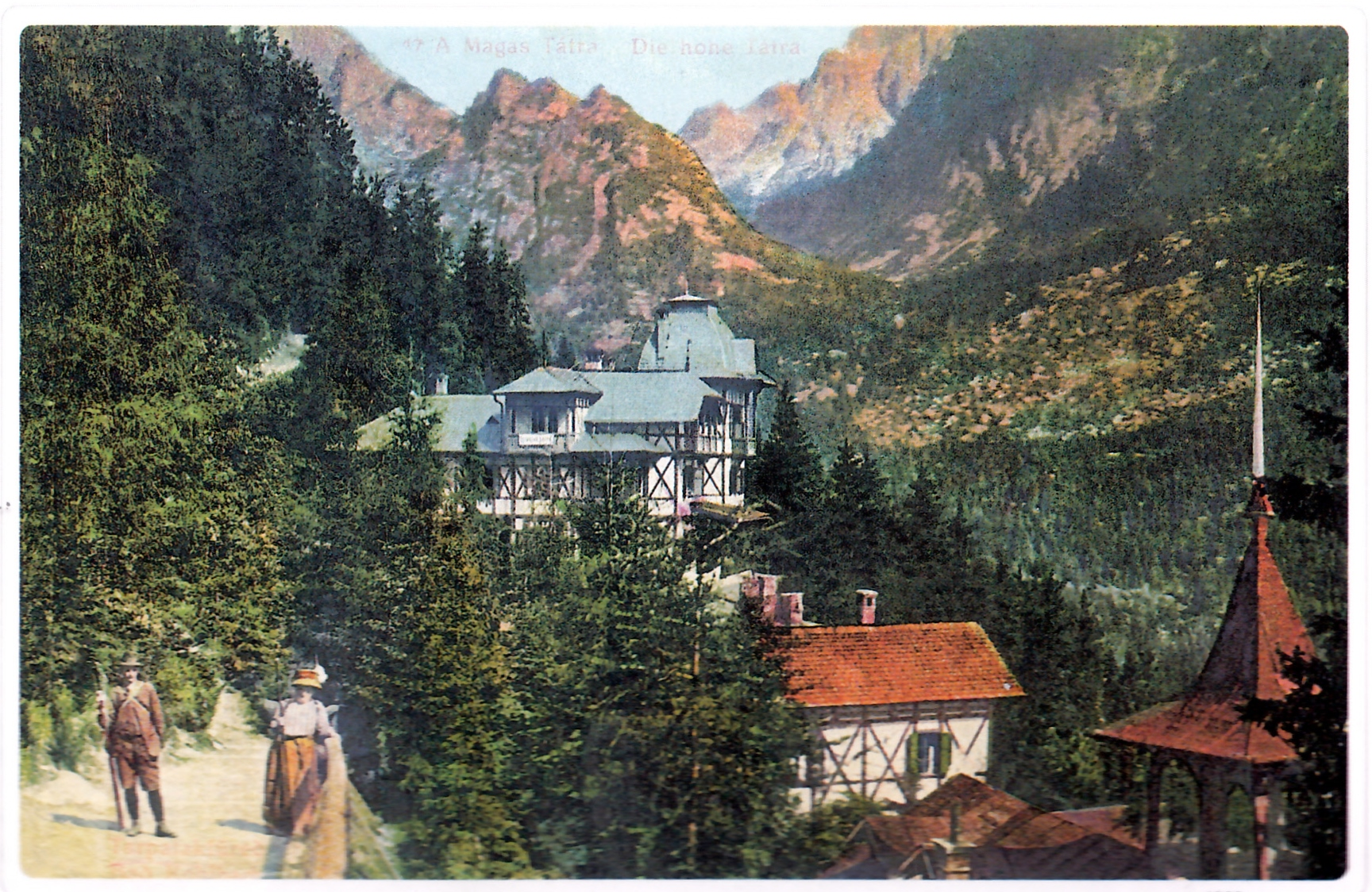
Studenopotocké lázně s hotelem Ružena, který dostal jméno po zaniklé chatě
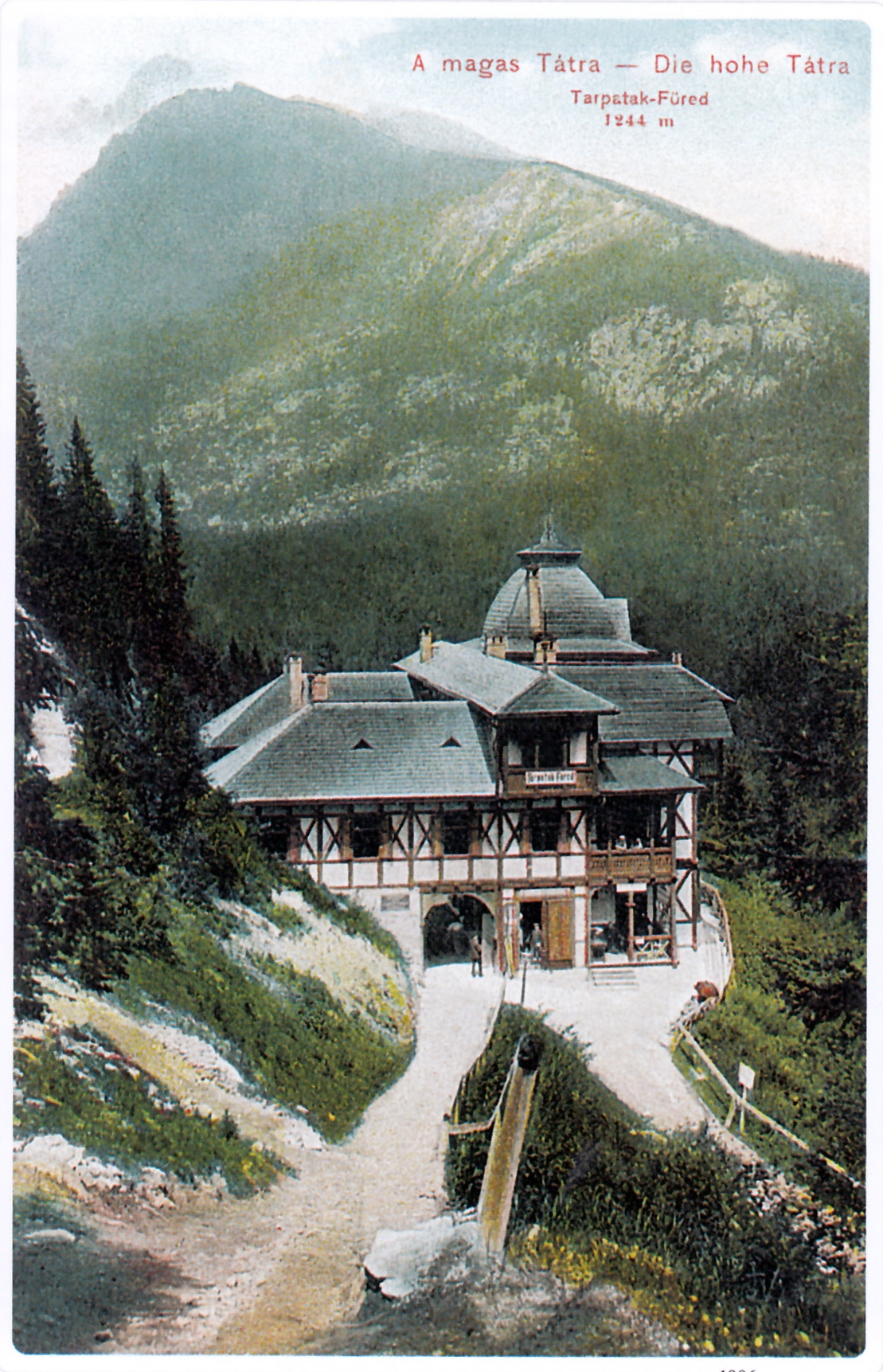
Studenopotocké lázně s hotelem Ružena
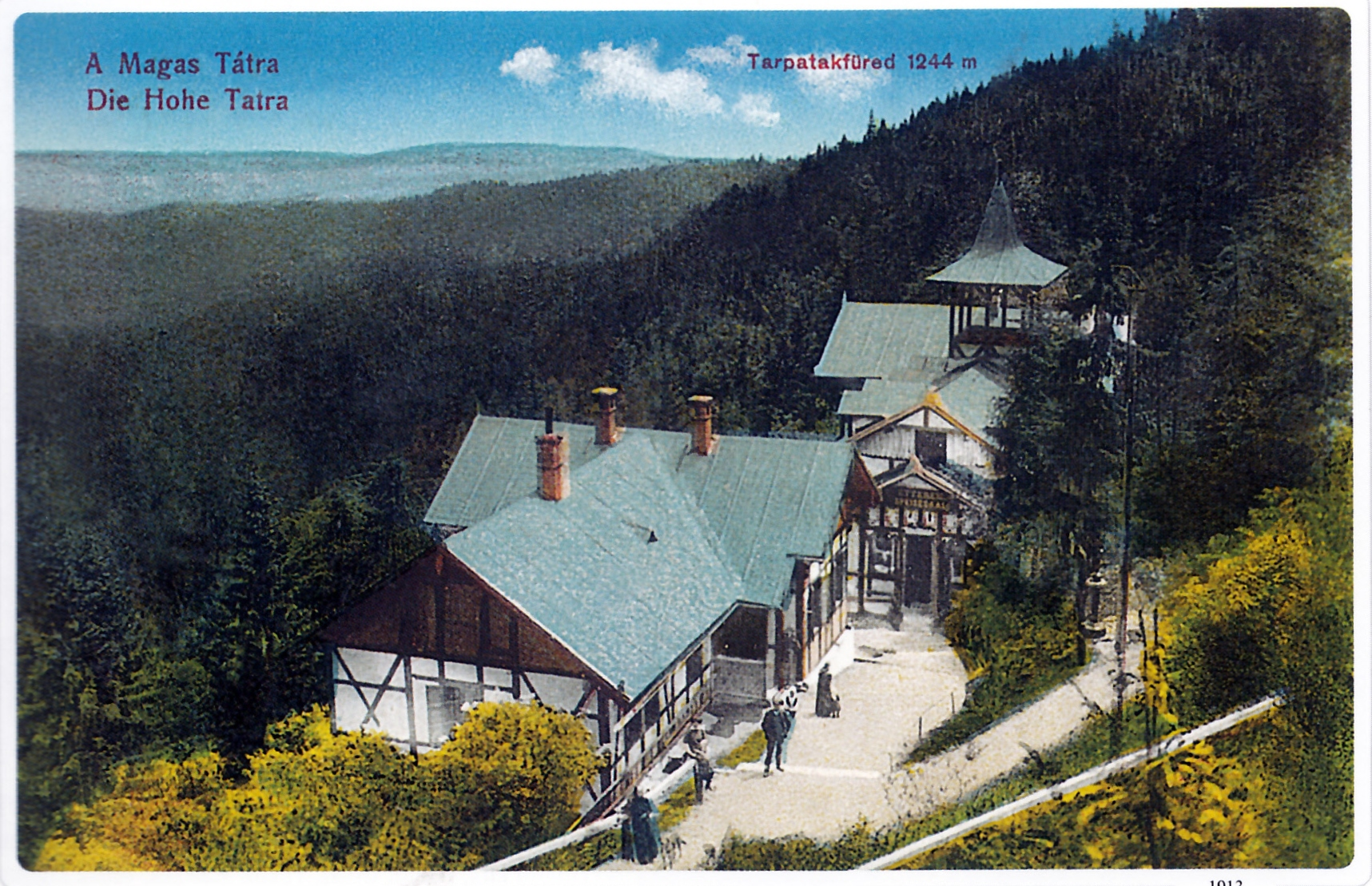
Studenopotocké lázně